# Rockford (Illinois)
Pour les articles homonymes, voir Rockford.
La ville de Rockford est le siège du comté de Winnebago, situé dans l'État de l'Illinois, aux États-Unis. Elle est située à 115 km au nord-ouest de Chicago. Selon le Bureau du recensement des États-Unis, elle abritait 148 655 habitants lors du recensement de 2020. C'est la troisième ville la plus peuplée de l'État après Chicago et Aurora. La ville est le siège du diocèse de Rockford.

## Histoire
Rockford a été bâtie à partir de 1834 par Germanicus Kent, Thatcher Blake et Lewis Lemon, originaires de Galena.

## Démographie
| Groupe                           | Rockford | Illinois | États-Unis |
| -------------------------------- | -------- | -------- | ---------- |
| Euro-Américains                  | 65,1     | 71,5     | 72,4       |
| Afro-Américains                  | 20,5     | 14,6     | 12,6       |
| Autres                           | 7,5      | 6,7      | 6,4        |
| Métis                            | 3,6      | 2,3      | 2,9        |
| Asio-Américains                  | 2,9      | 4,6      | 4,8        |
| Amérindiens                      | 0,4      | 0,3      | 0,9        |
| Total                            | 100      | 100      | 100        |
| Hispaniques et Latino-Américains | 15,8     | 15,8     | 16,7       |

Selon l'American Community Survey, pour la période 2011-2015, 80,68 % de la population âgée de plus de 5 ans déclare parler l'anglais à la maison, alors que 14,01 % déclare parler l'espagnol, 0,67 % le lao, 0,50 % le serbo-croate et 4,14 % une autre langue.

## Patrimoine
- Laurent House,  villa de style moderne-usonia-organique-Prairie School, construite en 1951 par l'architecte Frank Lloyd Wright (1867-1959).

## Personnalités liées à la ville
- Virgil Abloh, Créateur et styliste
- Jane Addams, Prix Nobel de la paix
- John Anderson, diplomate américain et candidat aux présidentielles de 1980
- Emily Bear, Pianiste, Auteur-compositeur
- Jodi Benson, actrice et voix d'Ariel dans The Little Mermaid
- James Henry Breasted, universitaire, premier professeur américain d'égyptologie
- Steve Cherundolo, ancien footballeur international américain
- George Dufek, amiral de la marine des États-Unis
- Elizabeth L. Gardner, pilote américaine durant la Seconde Guerre mondiale.
- Barbara Hale, actrice, Perry Mason
- Bert Hassell (1893-1974), aviateur, y est mort ;
- Swan Hennessy, compositeur
- Bill Kopp, réalisateur, animateur et scénariste
- Julia Lathrop, première directrice de l'agence United States Children's Bureau (en)[4],
- Ginger Lynn, actrice de films pour adultes
- David Campbell Mulford, ambassadeur des États-Unis en Inde
- Aidan Quinn, acteur
- Shawn Ryan, écrivain pour la télévision, créateur de la série télé The Shield
- Susan Saint James, actrice
- Cheap Trick, groupe de rock
- Janice E. Voss, spationaute

## Transports
La ville de Rockford abrite l'aéroport international de Rockford/Chicago, un des quatre aéroports internationaux de la région métropolitaine de Chicago après O'Hare, Midway et Gary. Il se trouve à environ 6 kilomètres au sud du centre-ville de Rockford.